# Idalus meridionalis
Idalus meridionalis là một loài bướm đêm thuộc phân họ Arctiinae, họ Erebidae.